# Blindering

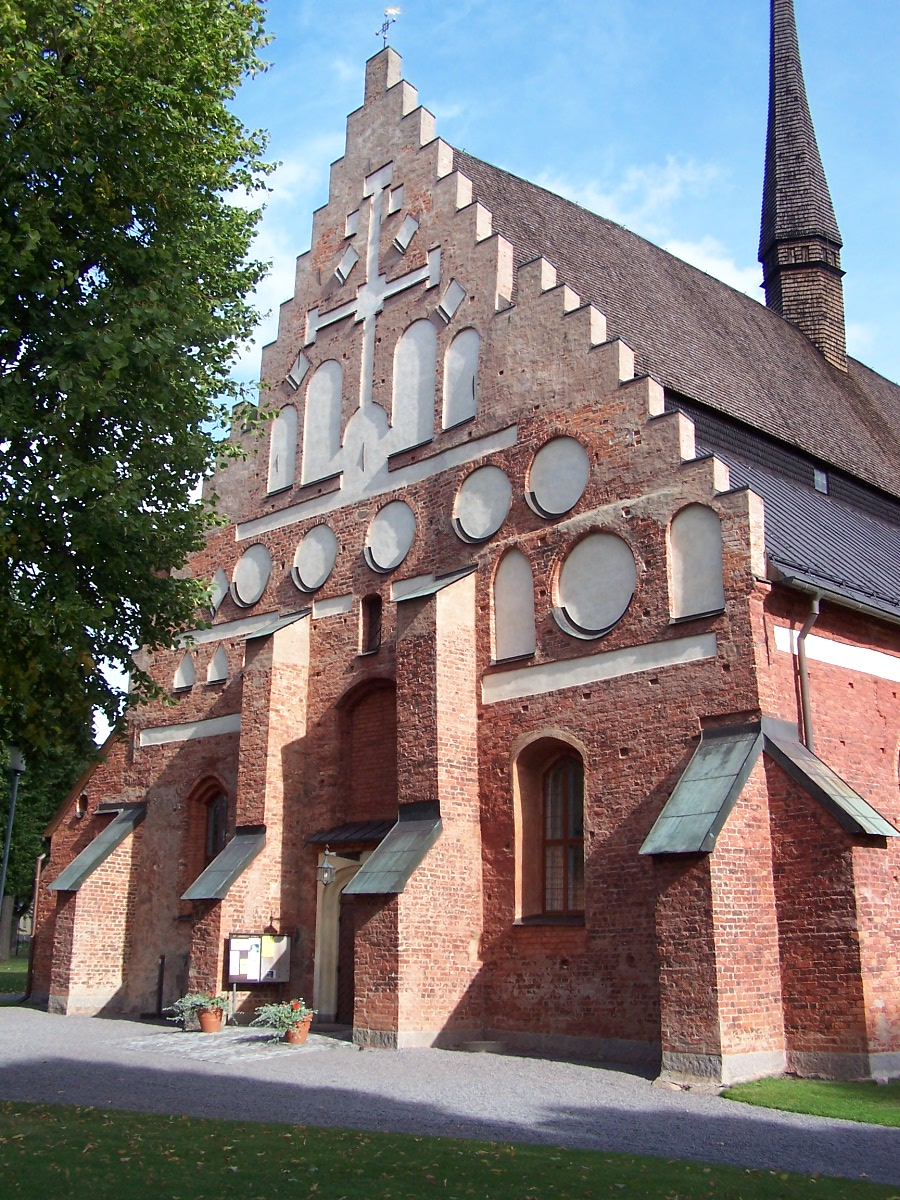
Blinderingarna är de vita partierna här på Sankt Laurentii kyrkas västra mur i Söderköping

Blindering är en fingerad öppning i en vägg för att minska väggens massiva intryck eller för att ge en estetisk effekt på fasaderna. Blinderingen har ofta formen av fönster, fönsterglugg eller arkadöppning; dess yta är gärna slätputsad i en färg som avviker från den omgivande fasaden.

## Exempel på blinderingar hos olika arkitekturstilar
Blinderingar förekommer bland annat i medeltida tegelarkitektur, till exempel inom tegelgotiken (ibland kallad baltisk tegelgotik), i form av vitmålade partier och finns idag att beskåda på bland annat Västerås domkyrka (särskilt tornet), Sankt Laurentii kyrka i Söderköping, på Åbo domkyrka i Finland, på vissa kyrkor i tyska städer som Lübeck med mera. Blinderingar finns också på Strängnäs domkyrkas murar, såsom på tornet och på vissa delar av långhusets väggar.
Före restaureringen i slutet av 1800-talet fanns många vitmålade blinderingar på Uppsala domkyrka, men de ersattes då med större omålade blinderingar eller med nya gallerier.
Även senare arkitekturstilar, som till exempel klassicismen, har använt blinderingar som förskönande element i de byggnader som stilarna producerade.

## Bilder

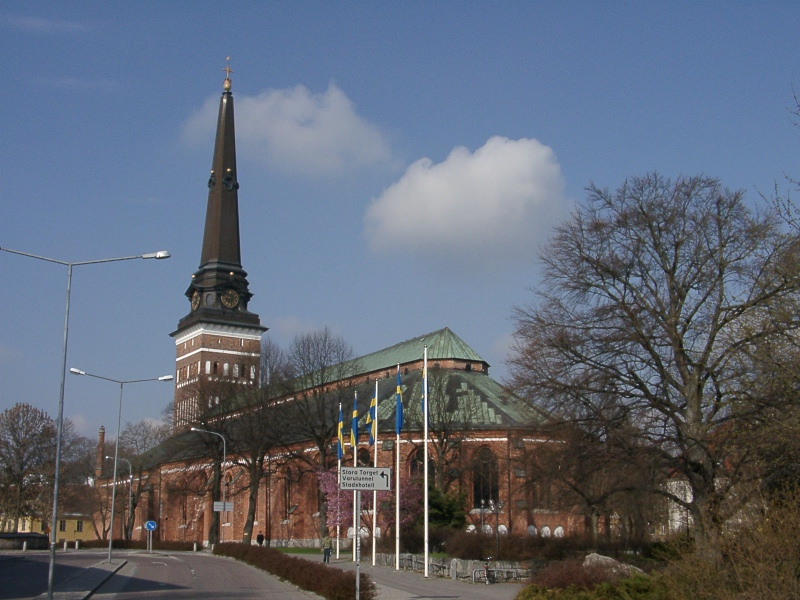
Blinderingar på Västerås domkyrka
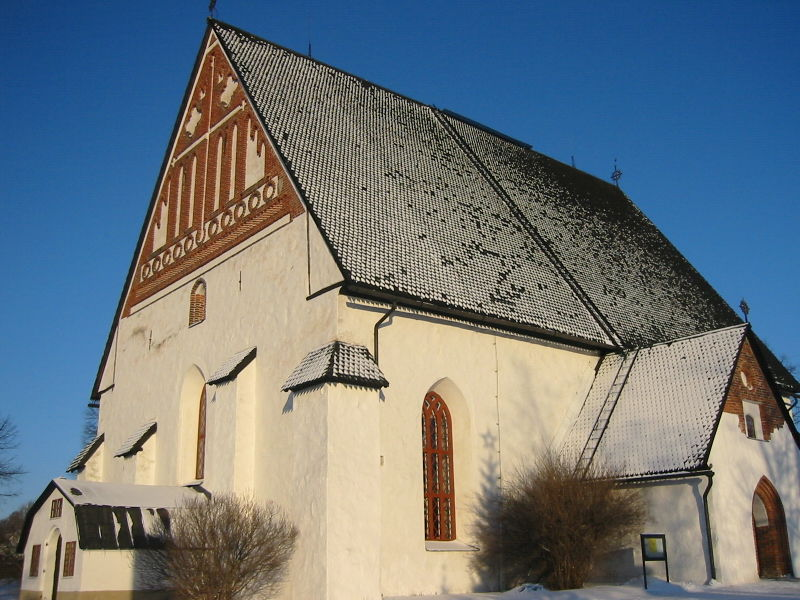
Blinderingar på Borgå domkyrka i Finland
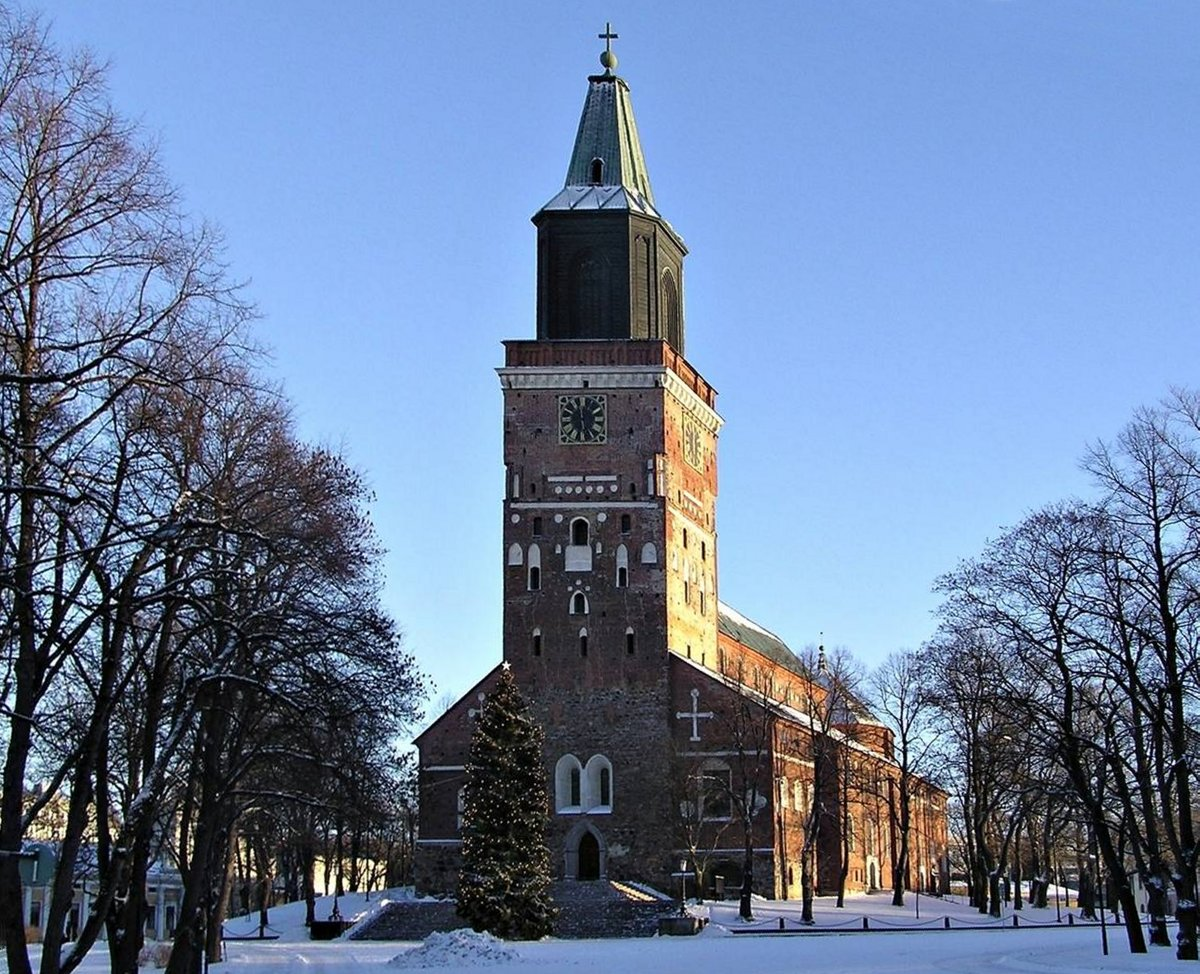
Blinderingar på Åbo domkyrka
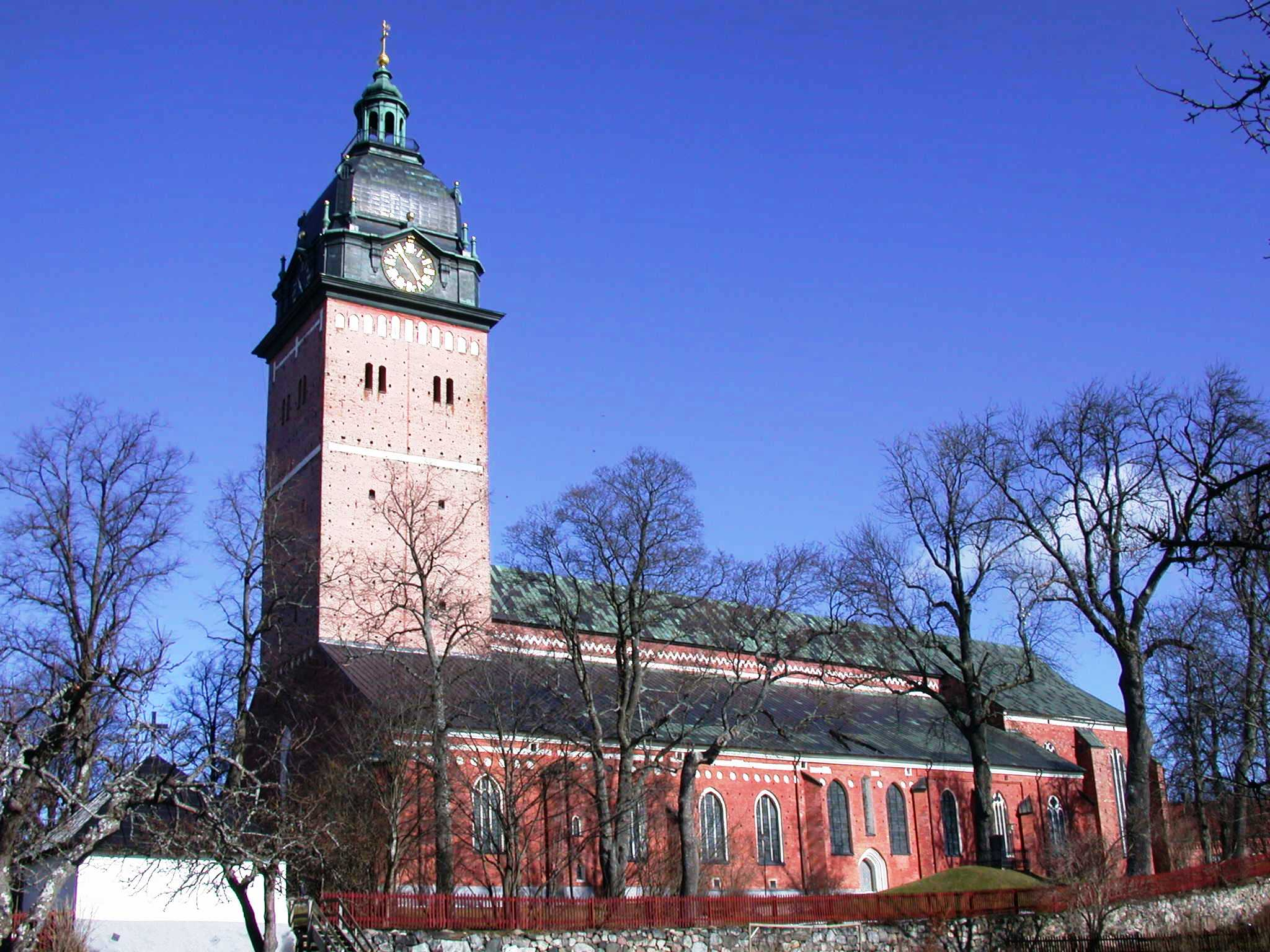
På Strängnäs domkyrka syns blinderingar i olika former
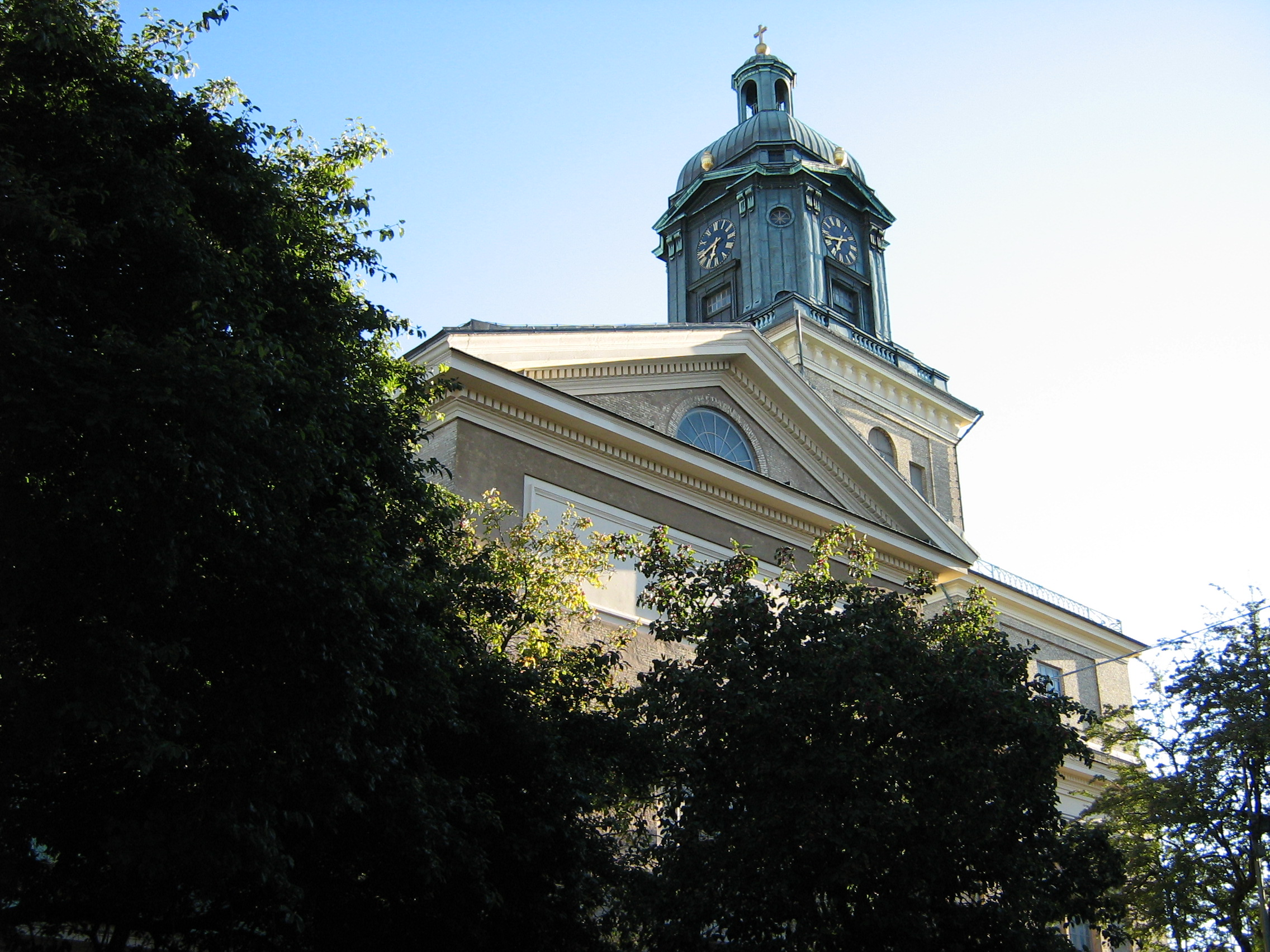
Klassicistisk blindering på norra tvärskeppet på Göteborgs domkyrka (det gulmålade partiet i den gula tegelmuren under frontonpartiet)